# Premis Butaca de 2004
Els Premis Butaca de 2004, varen ser la desena edició dels oficialment anomenats Premis Butaca de teatre i cinema de Catalunya, uns guardons teatrals i cinematogràfics catalans, creats l'any 1995 per Glòria Cid i Toni Martín, conductors d'un programa a la ràdio de Premià de Mar, en reconeixement de les obres de teatre i pel·lícules estrenades a Catalunya. Els premis són atorgats per votació popular.
El lliurament dels premis es va celebrar al Pavelló d'Esports de Premià de Mar.

## Palmarès i nominacions[1]

### Premi Butaca al millor muntatge teatral
| Obra                             | Productora                                                   | Resultat  |
| -------------------------------- | ------------------------------------------------------------ | --------- |
| El mestre i Margarida            | Festival Grec, Teatre Lliure, L'Estona Opaca i Govern Balear | Guanyador |
| Glengarry Glen Ross              | Teatre Lliure                                                | Nominat   |
| Mestres antics                   | Teatre Romea                                                 | Nominat   |
| Sis personatges en busca d'autor | Teatre Lliure                                                | Nominat   |
| El tinent d'Inishmore            | TNC                                                          | Nominat   |

### Premi Butaca al millor musical
| Obra                               | Productora                                        | Resultat  |
| ---------------------------------- | ------------------------------------------------- | --------- |
| No són maneres de matar a una dona | EOS Produccions                                   | Guanyador |
| Boris Vian, constructor d'imperis  | L'Arrencacors, Teatre Zorrilla i Teatre de Calaix | Nominat   |
| Cançons d'amor i de droga          | Teatre Lliure                                     | Nominat   |
| Follies                            | Teatre Artenbrut i Teatre Kaddish                 | Nominat   |

### Premi Butaca al millor espectacle de dansa
| Obra   | Productora                                        | Resultat  |
| ------ | ------------------------------------------------- | --------- |
| Carmen | Festival de Peralada, Teatre Lliure i Cía. Metros | Guanyador |

### Premi Butaca al millor espectacle de petit format
| Obra                     | Productora                                       | Resultat  |
| ------------------------ | ------------------------------------------------ | --------- |
| 4D Òptic                 | Família Alcovavsky, Sala Beckett i Teatre Lliure | Guanyador |
| Barcelona, mapa d'ombres | Sala Beckett                                     | Nominat   |
| Refugi                   | Sala Beckett                                     | Nominat   |

### Premi Butaca al millor text teatral
| Obra                     | Productora     | Resultat  |
| ------------------------ | -------------- | --------- |
| Barcelona, mapa d'ombres | Lluïsa Cunillé | Guanyador |
| Plou a Barcelona         | Pau Miró       | Nominat   |

### Premi Butaca a la millor direcció teatral
| Obra            | Productora               | Resultat  |
| --------------- | ------------------------ | --------- |
| Xavier Albertí  | Vianants                 | Guanyador |
| Lurdes Barba    | Barcelona, mapa d'ombres | Nominada  |
| Toni Casares    | Plou a Barcelona         | Nominat   |
| Carme Portaceli | Lear                     | Nominada  |
| Àlex Rigola     | Glengarry Glen Ross      | Nominat   |

### Premi Butaca a la millor actriu de teatre
| Obra             | Productora               | Resultat   |
| ---------------- | ------------------------ | ---------- |
| Rosa Maria Sardà | Wit                      | Guanyadora |
| Mont Plans       | Barcelona, mapa d'ombres | Nominada   |
| Clara Segura     | Refugi                   | Nominada   |

### Premi Butaca al millor actor de teatre
| Obra             | Productora               | Resultat  |
| ---------------- | ------------------------ | --------- |
| Ramon Madaula    | Calígula                 | Guanyador |
| Carles Canut     | Mestres antics           | Nominat   |
| Alfred Lucchetti | Barcelona, mapa d'ombres | Nominat   |

### Premi Butaca al millor actriu de teatre musical
| Obra           | Productora                         | Resultat   |
| -------------- | ---------------------------------- | ---------- |
| Marta Marco    | La Perritxola                      | Guanyadora |
| Roser Batalla  | No són maneres de matar a una dona | Guanyadora |
| Mercè Martínez | No són maneres de matar a una dona | Guanyadora |

### Premi Butaca al millor actor de teatre musical
| Obra         | Productora                         | Resultat  |
| ------------ | ---------------------------------- | --------- |
| Ivan Labanda | No són maneres de matar a una dona | Guanyador |
| Frank Capdet | No són maneres de matar a una dona | Nominat   |

### Premi Butaca a la millor actriu de repartiment
| Obra            | Productora    | Resultat   |
| --------------- | ------------- | ---------- |
| Francesca Piñón | Primera plana | Guanyadora |

### Premi Butaca al millor actor de repartiment
| Obra            | Productora       | Resultat  |
| --------------- | ---------------- | --------- |
| Jordi Rico      | 4D Òptic         | Guanyador |
| Carles Martínez | Plou a Barcelona | Nominat   |

### Premi Butaca a la millor escenografia
| Obra                         | Productora               | Resultat  |
| ---------------------------- | ------------------------ | --------- |
| Paco Azorín                  | Lear                     | Guanyador |
| Max Glaenzel i Estel Cristià | Barcelona, mapa d'ombres | Nominats  |
| Max Glaenzel i Estel Cristià | Plou a Barcelona         | Nominats  |

### Premi Butaca a la millor il·luminació
| Obra           | Productora               | Resultat   |
| -------------- | ------------------------ | ---------- |
| Maria Domènech | Barcelona, mapa d'ombres | Guanyadora |

### Premi Butaca al millor vestuari
| Obra                               | Productora               | Resultat   |
| ---------------------------------- | ------------------------ | ---------- |
| Llúcia Bernet i Ricard Prat i Coll | Eva Perón                | Guanyadors |
| Marian Coromina                    | Barcelona, mapa d'ombres | Nominada   |

### Premi Butaca a la millor pel·lícula catalana
| Actor                 | Obra                 | Resultat   |
| --------------------- | -------------------- | ---------- |
| A la ciutat           | Cesc Gay             | Guanyadora |
| Gala                  | Sílvia Munt          | Nominada   |
| Les mans buides       | Marc Recha           | Nominada   |
| Las voces de la noche | Salvador García Ruiz | Nominada   |

### Premi Butaca a la millor actriu catalana de cinema
| Obra         | Productora      | Resultat   |
| ------------ | --------------- | ---------- |
| Mònica López | A la ciutat     | Guanyadora |
| Loles León   | Descongélate    | Nominada   |
| Laia Marull  | Te doy mis ojos | Nominada   |
| Candela Peña | Descongélate    | Nominada   |

### Premi Butaca al millor actor català de cinema
| Obra             | Productora        | Resultat  |
| ---------------- | ----------------- | --------- |
| Eduard Fernández | A la ciutat       | Guanyador |
| Lluís Homar      | La mala educación | Nominat   |
| Óscar Jaenada    | Noviembre         | Nominat   |
| Oriol Vila       | El séptimo día    | Nominat   |

### Premi Butaca al millor mitjà de difusió del teatre
- La nit al dia

### Premi Butaca al millor mitjà de difusió del cinema
- La finestra indiscreta (Catalunya Ràdio)

### Butaca d'Honor
- Iago Pericot, Montserrat Salvador i Esteve Polls